# Oh Moscow
Oh Moscow – album instrumentalistki i kompozytorki Lindsay Cooper nagrany podczas koncertu w Kanadzie w 1989.

## Historia nagrania
W 1987 r. Lindsay Cooper rozpoczęła wykonywać w czasie koncertów cykl pieśni Oh Moscow. Słowa do kompozycji Cooper napisała Sally Potter i dotyczyły one między innymi rozdzielenia ludzi spowodowanego Murem Berlińskim. W koncertującej grupie zmieniali się perkusiści. Pierwszym perkusistą zespołu była Marilyn Mazur. Została zastąpiona przez Charlesa Haywarda. Gdy i jego plany zaczęły kolidować z koncertami grupy, Lindsay zwróciła się do Chrisa Cutlera, który został trzecim i ostatnim perkusistą projektu Oh Moscow.
Lindsay koncertowała z Oh Moscow w Europie. W 1987 r. wystąpiła na Zurich Jazz Festival. W lutym 1989 wystąpiła zarówno w Zachodnim jak i Wschodnim Berlinie.
8 października Lindsay wraz ze swoją grupą wystąpiła na 7 Międzynarodowym Festiwalu Muzyki Współczesnej w Victoriaville w Kanadzie (fr. 7ième Festival International de Musique Actuelle de Victoriaville). W 39 dni później mur został pokonany. Koncert ten został wydany w 1991 r.

## Utwory
Album zawiera utwory:
| 1.  | England Descending             | 7:49  |
|     |                                |       |
| 2.  | The Allies                     | 5:30  |
|     |                                |       |
| 3.  | Lovers                         | 4:11  |
|     |                                |       |
| 4.  | Oh the Passing of Time, Europe | 4:12  |
|     |                                |       |
| 5.  | Liberty Bonds                  | 6:41  |
|     |                                |       |
| 6.  | On German Soil                 | 7:22  |
|     |                                |       |
| 7.  | Curtain Descending             | 3:10  |
|     |                                |       |
| 8.  | Prayer                         | 9:57  |
|     |                                |       |
| 9.  | Forgotten Fruit                | 4:23  |
|     |                                |       |
| 10. | Oh Moscow                      | 6:23  |
|     |                                |       |
|     |                                | 59:38 |
|     |                                |       |

## Muzycy
Twórcami albumu są:
- Lindsay Cooper – fagot, saksofon altowy, saksofon sopranowy
- Alfred 23 Harth – saksofon tenorowy, klarnet
- Hugh Hopper – gitara basowa
- Marilyn Mazur – perkusja
- Phil Minton – wokal, trąbka
- Elvira Plenar – pianino, syntezator
- Sally Potter – wokal